# Přirozený les

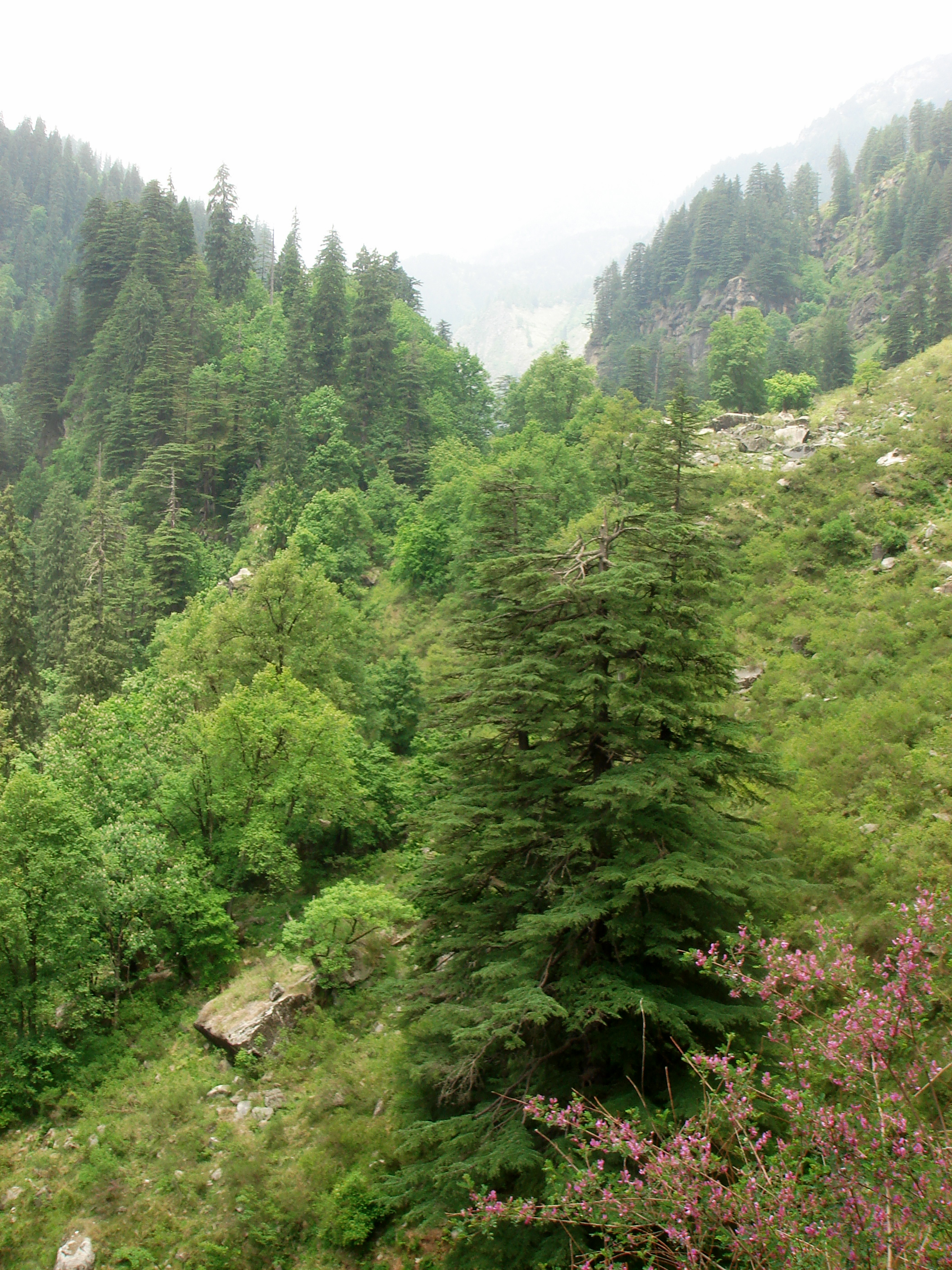
Cedrový přirozený les v Indii

Přirozený les je přirozeně a relativně nerušeně rostoucí les, a to i v případě, že v minulosti byl nebo stále je částečně ovlivňován přímo nebo nepřímo člověkem (například v něm před 160 lety byly toulavou sečí těženy javory kleny a po dobu několika desetiletí probíhala extenzivní pastva dobytka a poté byl les ponechán svému vývoji).
Definice pojmu u různých autorů značně kolísá, ale podle nového návrhu názvosloví je tato kategorie vymezena šířeji a zahrnuje jak původní lesy (pralesy, které ve skutečnosti nemusejí být původní), tak přírodní (přirozené) a přírodě blízké lesy.
Jedná se o lesy blížící se druhovou skladbou i strukturou původním neovlivňovaným pralesům, vyvíjející se sukcesí bez podstatných (relativně nedávných) zásahů člověka. Takový les směřuje ke klimaxu na dané lokalitě. Stupeň přirozenosti a hranice mezi původním lesem (pralesem), přírodním lesem, přírodě blízkým lesem a hospodářským lesem jsou neostré (subjektivní) a v podstatě závisí na míře ovlivnění lidskou činností a časovém intervalu od posledního lidského zásahu. Většina původních a přírodních lesů v ČR se nachází na odlehlých a obtížně přístupných lokalitách, na kterých se lesní hospodaření nevyplácelo nebo v současné době nevyplácí. Tyto lokality jsou často chráněny jako přírodní rezervace (PR), národní přírodní rezervace (NPR) nebo I. a II. zóny národních parků.

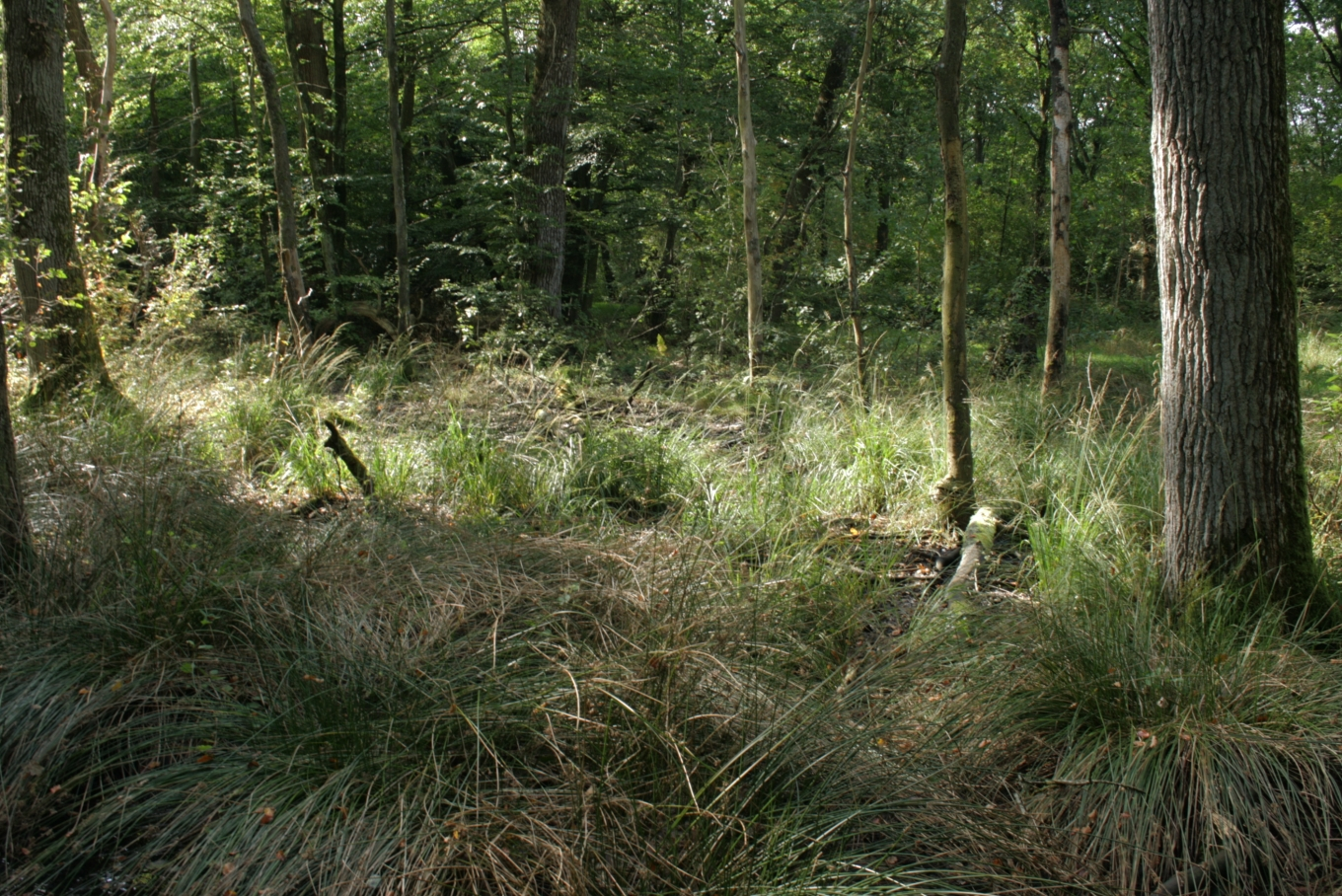
Přirozený les v Dánsku

Poměrně nově mají ambici směřovat k přirozeným lesům někdejší hospodářské lesy vykoupené za účelem ponechání území přirozenému vývoji (například tzv. „nový prales“ na Ještědském hřbetu). Ovšem takový proces trvá i při rozumné podpoře sukcesních procesů spíše stovky než desítky let.
Přirozené lesy se vyznačují relativně vysokou stabilitou vůči vnějším vlivům, které v nich mají katastrofální následky pouze zřídka. Narušování (škůdci, vichřice, požáry, extrémní počasí…) se nevyhýbá ovšem ani přirozeným lesům. V zásadě ovšem platí, že čím více se les blíží přirozené skladbě a struktuře přirozeného lesa daného ekotopu, tím nižší je riziko ohrožení jeho stability.
Přirozené lesy zahrnují tři odlišné kategorie lesů - původní lesy (pralesy), přírodní lesy a lesy přírodě blízké. V "původních lesech" - pralesech nesměla nikdy v minulosti proběhnout mýtní těžba a ani v nich nesměly být prováděny různé obnovní, pěstební a podobné zásahy. Pokud se v nich kácelo toulavě (tzv. toulavá seč), tak to naposledy muselo být aspoň před 100 lety, a pokud se z nich vyvážela odumřelá dřevní hmota (souše), muselo to být nejméně před 50 lety.
Přírodní lesy pak mají trochu volnější kritéria, například v nich mohla toulavá těžba probíhat i v nedávné minulosti. Oproti lesům přírodě blízkým se v nich ovšem dnes nesmí nijak těžit. V přírodě blízkých lesích je povolena nahodilá těžba a zpracování odumřelého dřeva. V žádném přirozeném lese by se v současnosti neměla provádět mýtní těžba, umělá obnova ani záměrné pěstební zásahy.
definice dle Výzkumného ústavu pro krajinu a okrasné zahradnictví 